# یاراونو (بتلیس)
یاراونو (به ترکی استانبولی: Yarönü) یک منطقهٔ مسکونی در ترکیه است که در بیتلیس واقع شده‌است.